# Basilika der sechsundzwanzig heiligen Märtyrer Japans

Fassade der Basilika

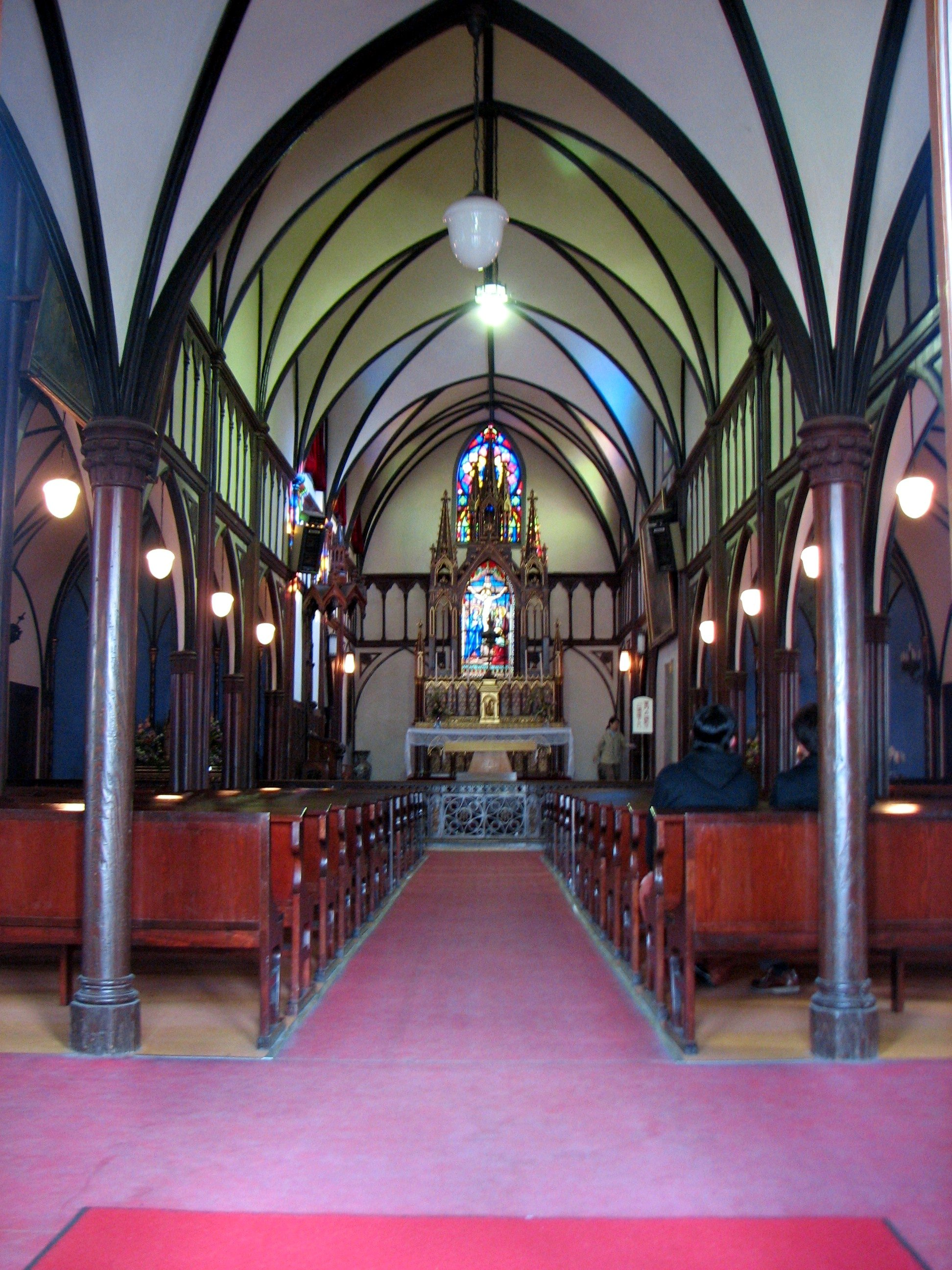
Innenraum der Ōura-Kirche

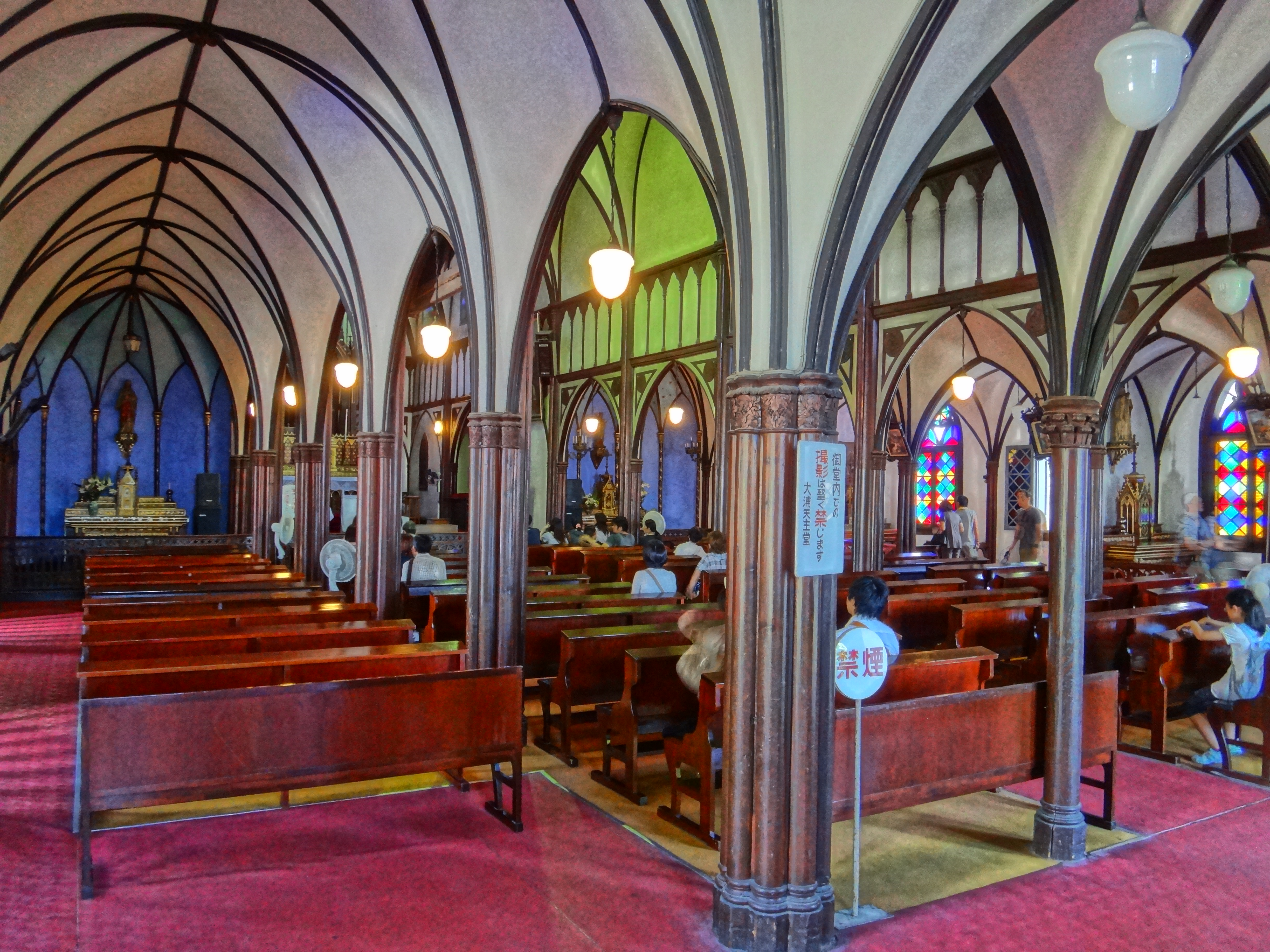
In der Höhe abgestufte Seitenschiffe

Die Basilika der sechsundzwanzig Märtyrer von Japan (jap. 日本二十六聖殉教者聖堂, Nihon nijūroku seijunkyōsha seidō) ist eine römisch-katholische Basilica minor in Nagasaki, Japan, gebaut kurz nach dem Ende der Abschließung Japans im Jahr 1853. Die auch als Ōura-Kirche (大浦天主堂, Ōura Tenshudō) bekannte Basilika ist den Märtyrern von Nagasaki gewidmet. Sie war für lange Zeit als einziges Gebäude im europäischen Stil in die Nationalschätze Japans aufgenommen und wird als älteste Kirche Japans angesehen. Seit der Weihe der Urakami-Kathedrale dient sie als Konkathedrale des Erzbistums Nagasaki. Seit 2018 gehört sie als Teil der verborgenen christlichen Stätten in der Region Nagasaki zum UNESCO-Weltkulturerbe.

## Geschichte
Im Jahr 1863 landeten die zwei französischen Padres Louis Furet und Bernard Petitjean der Société des Missions-Étrangères in Nagasaki, um dort eine Kirche zur Ehre der Märtyrer von Nagasaki zu bauen. Die Märtyrer waren neun europäische Priester und 17 japanische Christen, welche im Jahr 1597 auf Befehl von Toyotomi Hideyoshi gekreuzigt worden waren. Die Kirche wurde im Jahr 1864 fertiggestellt. Das heutige, wesentlich größere Steinbauwerk stammt aus dem Jahr 1879.
Am 17. März 1865, kurz nach Fertigstellung der Kirche, sah Pater Petitjean eine Gruppe vor der Kirche stehen. Sie zeigten ihm an, dass er ihnen die Tore öffnen solle. Als der Priester vor dem Altar kniete, näherte sich ihm eine alte Frau der Gruppe und sagte: „Wir haben das gleiche Gefühl im Herzen wie Sie. Wo ist die Statue der Jungfrau Maria?“ Petitjean fand heraus, dass diese Gruppe aus einem Dorf bei Urakami kam und Kakure Kirishitans waren, Nachfahren der ersten japanischen Christen, die sich nach dem Shimabara-Aufstand in den 1630er Jahren verborgen hielten. Die weiße Marienstatue wurde aus Frankreich importiert und zur Erinnerung an das Ereignis aufgestellt. Das Bronzerelief im Hof unterhalb der Kirche zeigt die Szene der Entdeckung. Zehntausende Christen kamen aus dem Untergrund in der Region Nagasaki. Die Nachricht davon erreichte Papst Pius IX., der das Geschehen zum Wunder des Orients erklärte.
Die Ōura-Kirche wurde 1933 zum Nationalschatz Japans erklärt. Sie blieb bis 2009 das einzige Gebäude europäischen Stils, das diese Ehre erhielt, als auch der neubarocke Akasaka-Palast zum Nationalschatz erklärt wurde. Sie führte von 2007 bis 2016 eine dann zurückgezogene Liste von Kirchen und christlichen Stätten in Nagasaki auf der Tentativliste zum Welterbe in Japan an. 2018 wurde sie als Teil der Verborgenen christlichen Stätten in der Region Nagasaki zum UNESCO-Weltkulturerbe erklärt.
Die Kirche erhielt am 26. April 2016 durch Papst Franziskus als erste japanische Kirche den Rang einer Basilica minor verliehen.

## Architektur
Der Ursprungsbau war im Original eine kleine Holzkirche mit drei Schiffen und drei achteckigen Türmen. Die neue fünfschiffige, gewölbte neugotische Holzkirche mit ihren in der Höhe abgestuften Seitenschiffen wurde durch den Baumeister der Glover-Residenz, Koyama Hidenoshin, entworfen. Erst im Jahr 1879 wurde die Fassade aus Ziegelsteinen gebaut und anschließend verputzt. Ein kleiner dachreiterartiger oktogonaler Turm aus Stein überhöht die Vierung. Der Mittelteil der im Erdgeschoss durch Arkaden geöffneten Fassade ragt risalitartig vor; Triumphbogenmotive finden sich sowohl im Erd- als auch im Obergeschoss. Der Entwurf gleicht einem belgischen Plan, der von katholischen Missionaren für eine ältere Kirche in Osaka verwendet wurde. Die Bleiglasfenster wurden aus Frankreich importiert.